# Wang Hee-kyung
Wang Hee-kyung (kor. 왕희경; * 16. Juli 1970) ist eine ehemalige südkoreanische Bogenschützin und Olympiasiegerin.

## Karriere
Bei den Olympischen Sommerspielen 1988 in Seoul wurde Wang Hee-kyung Olympiasiegerin mit der Mannschaft. Im Einzel gewann sie hinter Kim Soo-nyung die Silbermedaille.
Ein Jahr zuvor hatte sie bereits in der Einzelkonkurrenz bei den Weltmeisterschaften in Adelaide den zweiten Platz belegt. Mit der Mannschaft wurde sie zwei Jahre später in Lausanne Weltmeister.